# Józef Grudzień
Józef Grudzień (Piasek Wielki, 1 april 1939 – Pułtusk, 17 juni 2017) was een bokser uit Polen. Hij werd olympisch kampioen in de lichtgewichtklasse op de Olympische Spelen van 1964. Ook won hij het zilver tijdens de Olympische Spelen in 1968.
In 1998 werd Grudzień Commandeur in de Orde Polonia Restituta.

## Erelijst

### Olympische Spelen
- 1964 in Tokio, Japan (−60 kg)
- 1968 in Mexico-Stad, Mexico (−60 kg)

### Europese kampioenschappen
- 1967 in Rome, Italië (−60 kg)
- 1965 in Berlijn, Duitsland (−60 kg)

1904: Harry Spanger ·
1908: Frederick Grace ·
1920: Samuel Mosberg ·
1924: Hans Jacob Nielsen ·
1928: Carlo Orlandi ·
1932: Lawrence Stevens ·
1936: Imre Harangi ·
1948: Gerald Dreyer ·
1952: Aureliano Bolognesi ·
1956: Richard McTaggart ·
1960: Kazimierz Paździor ·
1964: Józef Grudzień ·
1968: Ronald W. Harris ·
1972: Jan Szczepański ·
1976: Howard Davis Jr. ·
1980: Ángel Herrera ·
1984: Pernell Whitaker ·
1988: Andreas Zülow ·
1992: Oscar de la Hoya ·
1996: Hocine Soltani ·
2000: Mario Kindelán ·
2004: Mario Kindelán ·
2008: Aleksej Tisjtsjenko ·
2012: Vasyl Lomatsjenko ·
2016: Robson Conceição ·
2020: Andy Cruz ·
2024: Erislandy Álvarez